# Arroyo Chapicuy Chico
Der Arroyo Chapicuy Chico ist ein im Westen Uruguays gelegener Fluss.
Der zum Einzugsgebiet des Río Uruguay zählende Fluss entspringt in der Nähe der Cuchilla de Haedo. Von dort verläuft er auf dem Gebiet des Departamentos Paysandú in westlicher Richtung bis zu seiner Mündung in den Río Uruguay südlich der Stadt Salto.